# 스위스 군용 칼

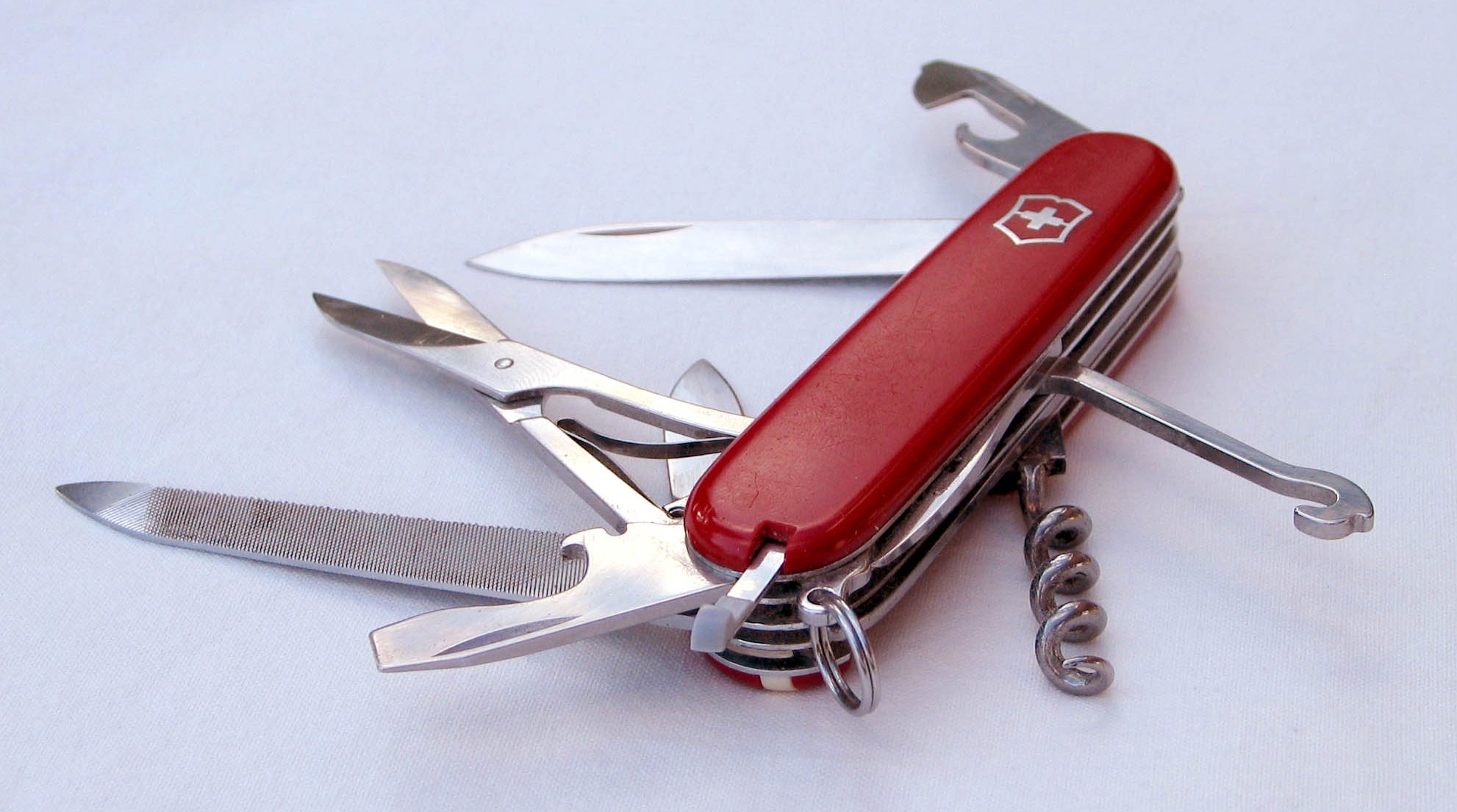
스위스 군용 칼

스위스 군용 칼 또는 스위스 칼, 맥가이버 칼은 스위스 군에서 보급하는 멀티툴을 의미한다. 넓게는 이를 생산하는 스위스의 빅토리녹스사와 벵거(웽거)사가 만든 멀티툴 제품, 나아가 이와 비슷한 멀티툴을 의미한다. 'Swiss Army Knife’는 빅토리녹스사의 등록상표로 미국에서 등록되었다.

## 역사

### 스위스 군의 1890년 모델

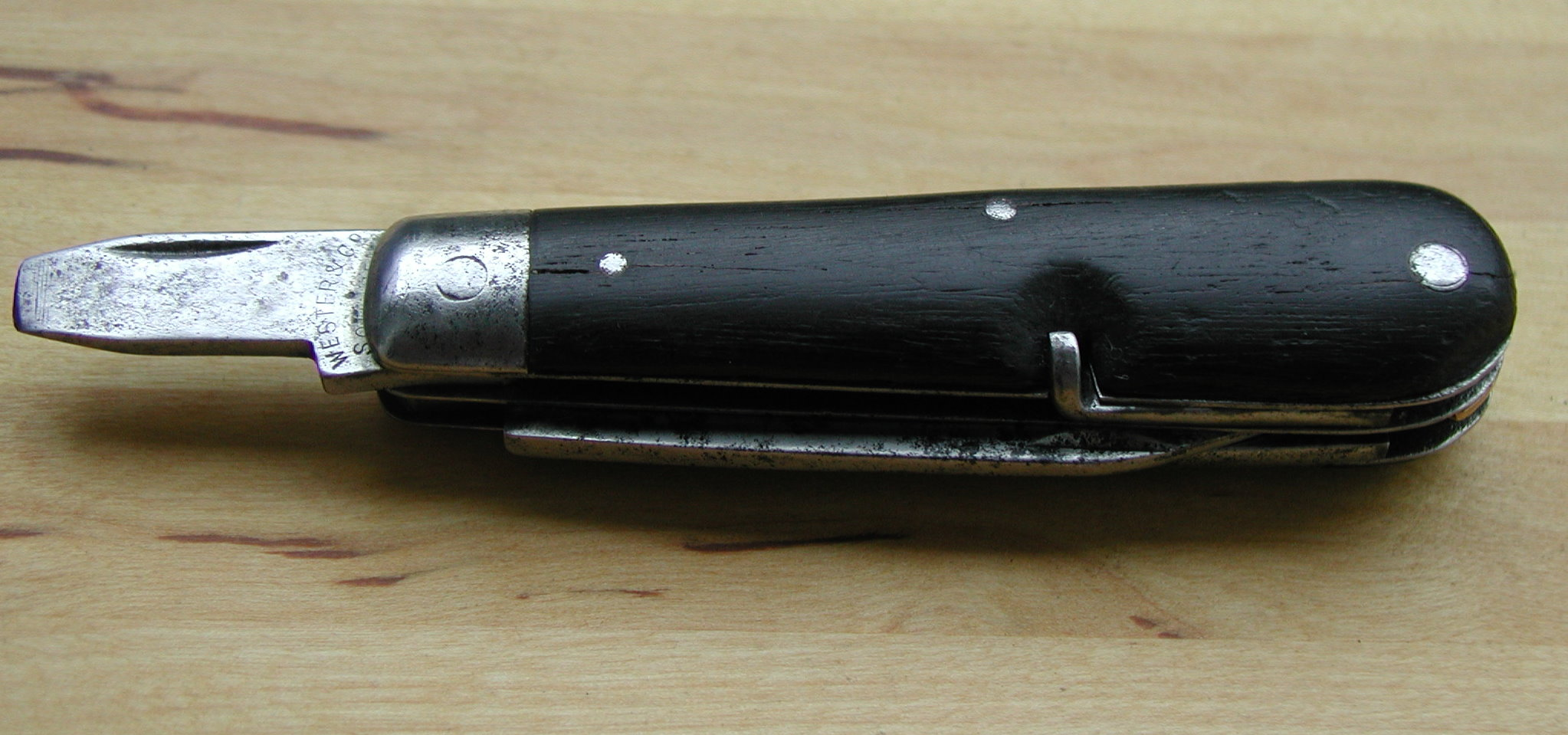
Wester & Co.가 처음 생산한 1890년 모델

1889년 스위스 군이 현대화된 제식 소총인 슈미트 루빈 소총(독일어: Schmidt-Rubin)을 개발, 보급하면서 군인들이 총을 쉽게 분해하고 정비할 수 있는 도구가 필요하게 되었다.
다음해인 1890년 철강 산업의 중심지인 독일 졸링겐의 Wester & Co.가 스위스 정부의 요구에 맞춘 멀티툴인 ‘1890년 모델’(독일어: Soldatenmesser Modell 1890, 프랑스어: Couteau pour Soldats Modèle de 1890)을 처음으로 납품하였으며, 곧이어 빅토리녹스를 비롯한 Paul Boéchat & Cie 등의 스위스 국내 공장에서도 동일한 제품을 생산하게 된다.
이 모델은 1960년까지 스위스 군에서 사용된다.

### 1890년 모델에 포함된 도구
접었을 때 길이는 100mm이며, 1951년에 93mm로 바뀐다.
- 큰 칼
- 일자 드라이버[2]
- 깡통따개
- 송곳

이 구성은 1961년에 발표한 신제품에도 그대로 적용된다.

### 빅토리녹스의 장교와 스포츠용 칼
빅토리녹스는 1890년 모델을 기반으로 1897년에 와인따개를 추가한 민수 모델인 ‘장교와 스포츠용 칼’(독일어: Schweizer Offiziers- und Sportmesser)을 독자 개발, 판매하여 큰 인기를 얻게 되며, 제2차 세계 대전 기간 연합군을 통해 알려져 미국을 비롯한 세계 시장에 제품을 판매하는 계기가 되었다.

### 빅토리녹스의 벵거 인수
1895년 Paul Boéchat & Cie를 인수하면서 스위스 군용 칼을 생산하기 시작한 벵거사는 재정 문제로 2005년 빅토리녹스사에 인수된다. 이로써 스위스 군용 칼을 생산하는 공식업체는 오직 빅토리녹스사 만 남게 된다.

## 제품군
아래 제품군들은 빅토리녹스사를 기준으로 한 것이다.
- 일반 스위스 칼
- 미니 스위스 칼
- 스위스 카드
- 솔져 나이프

## 사진

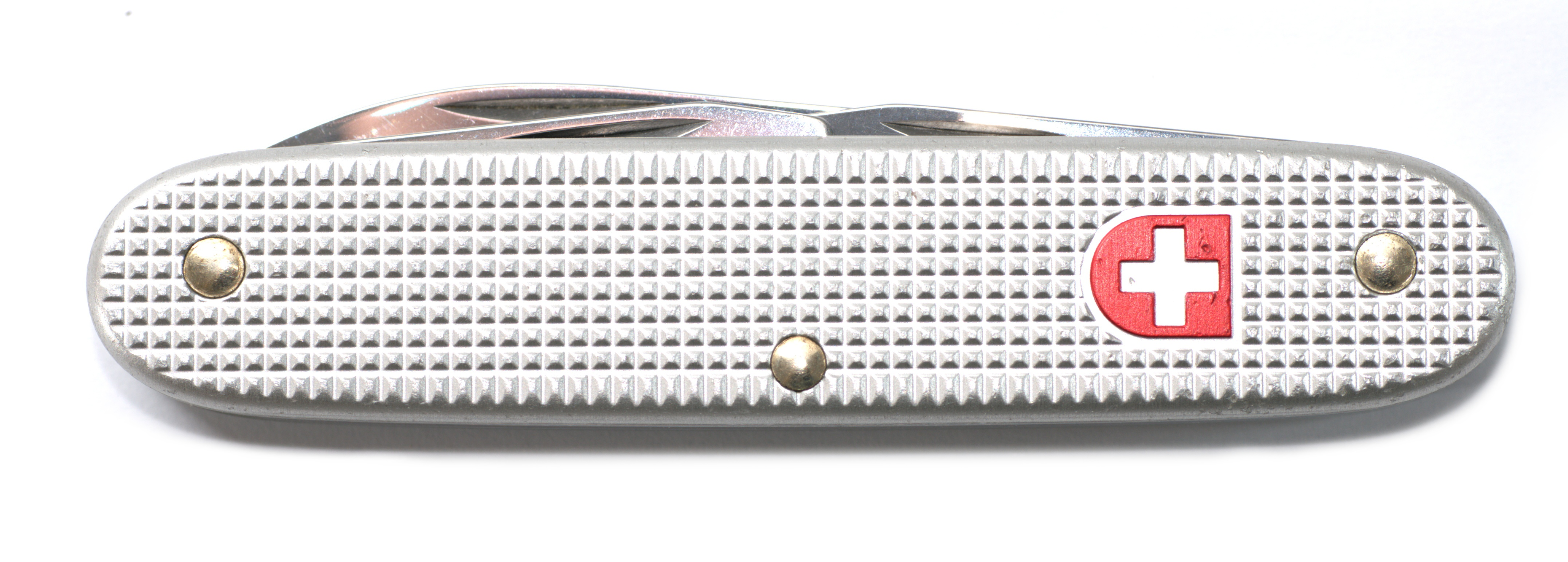
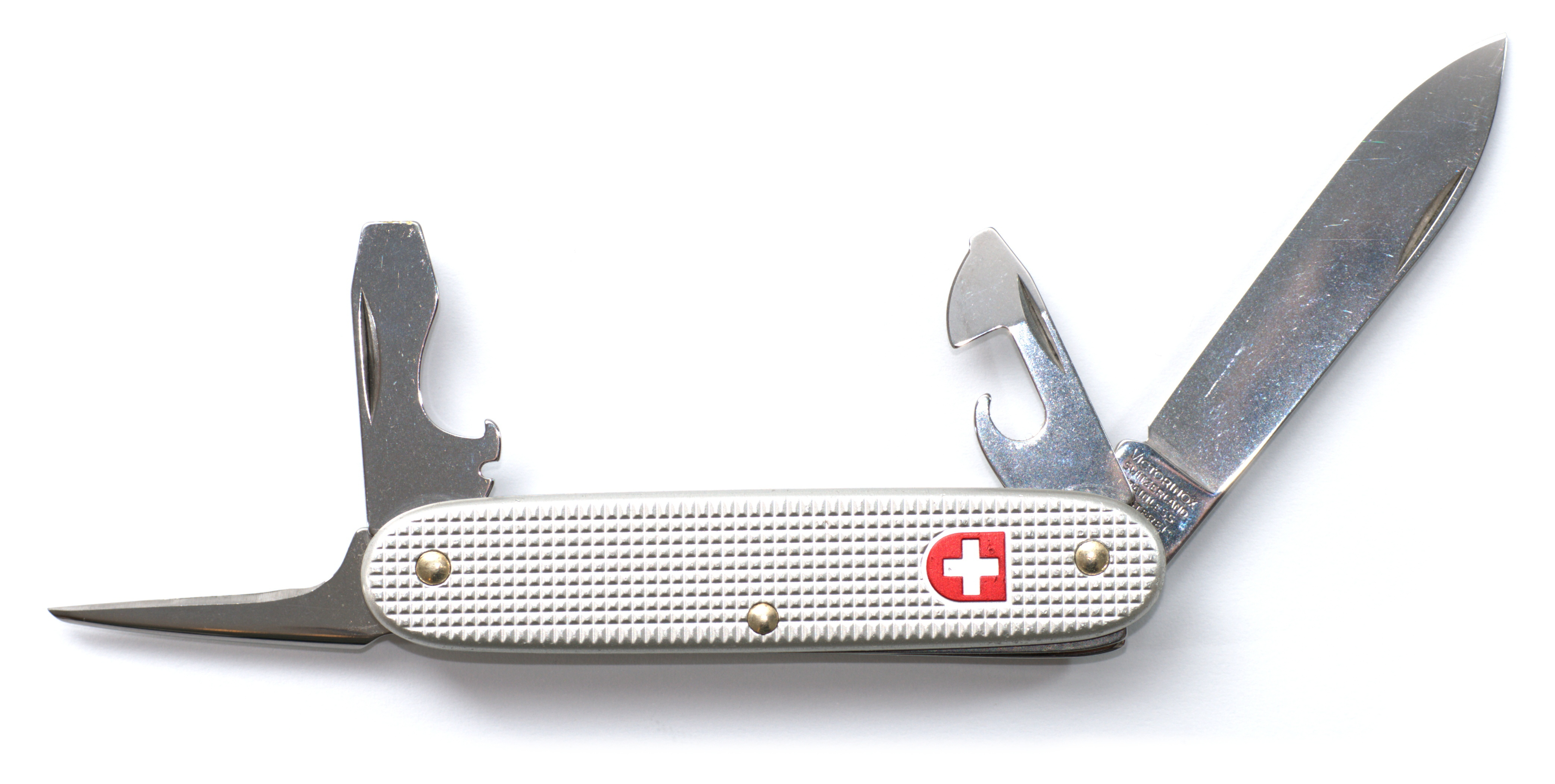
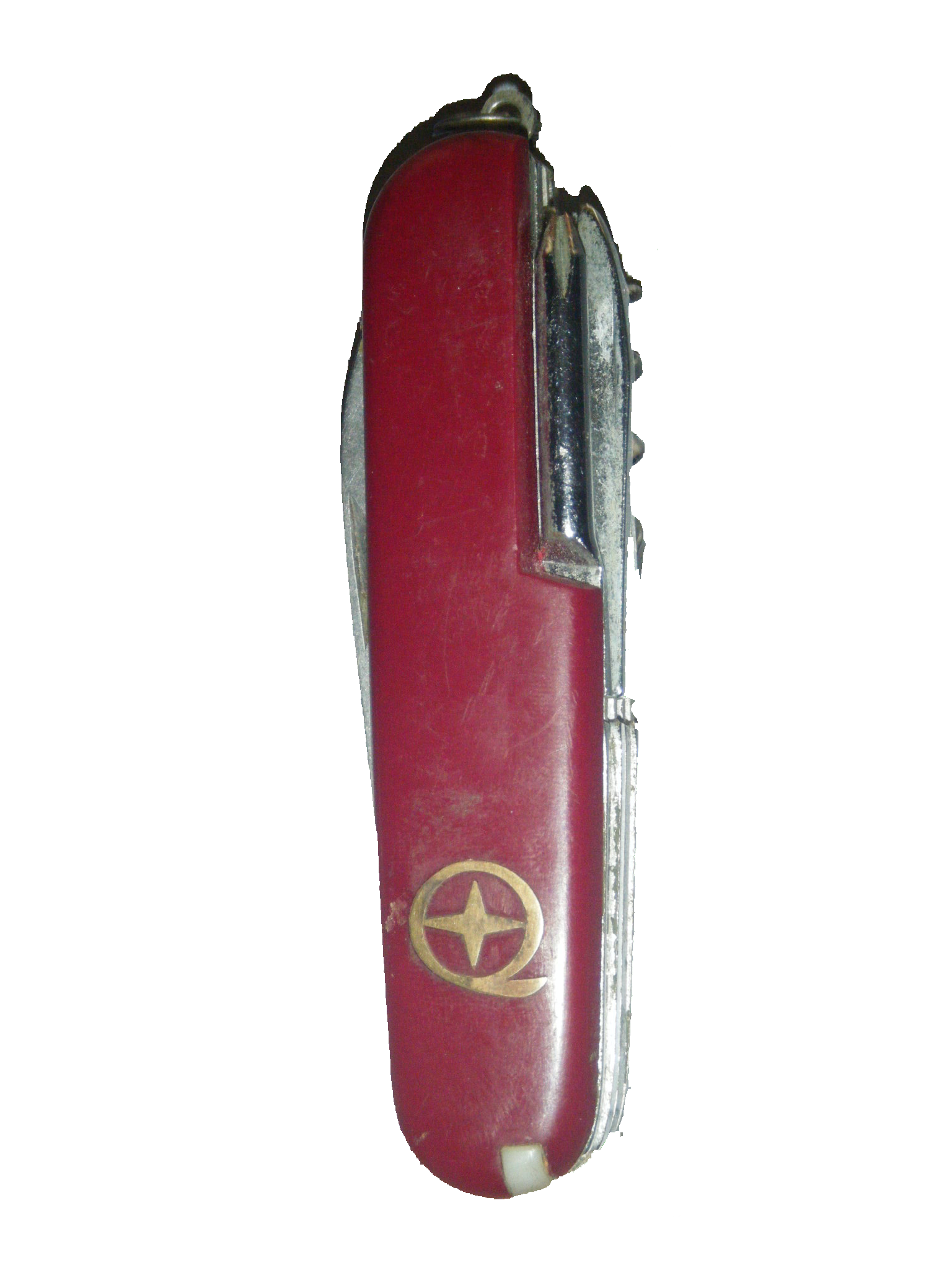
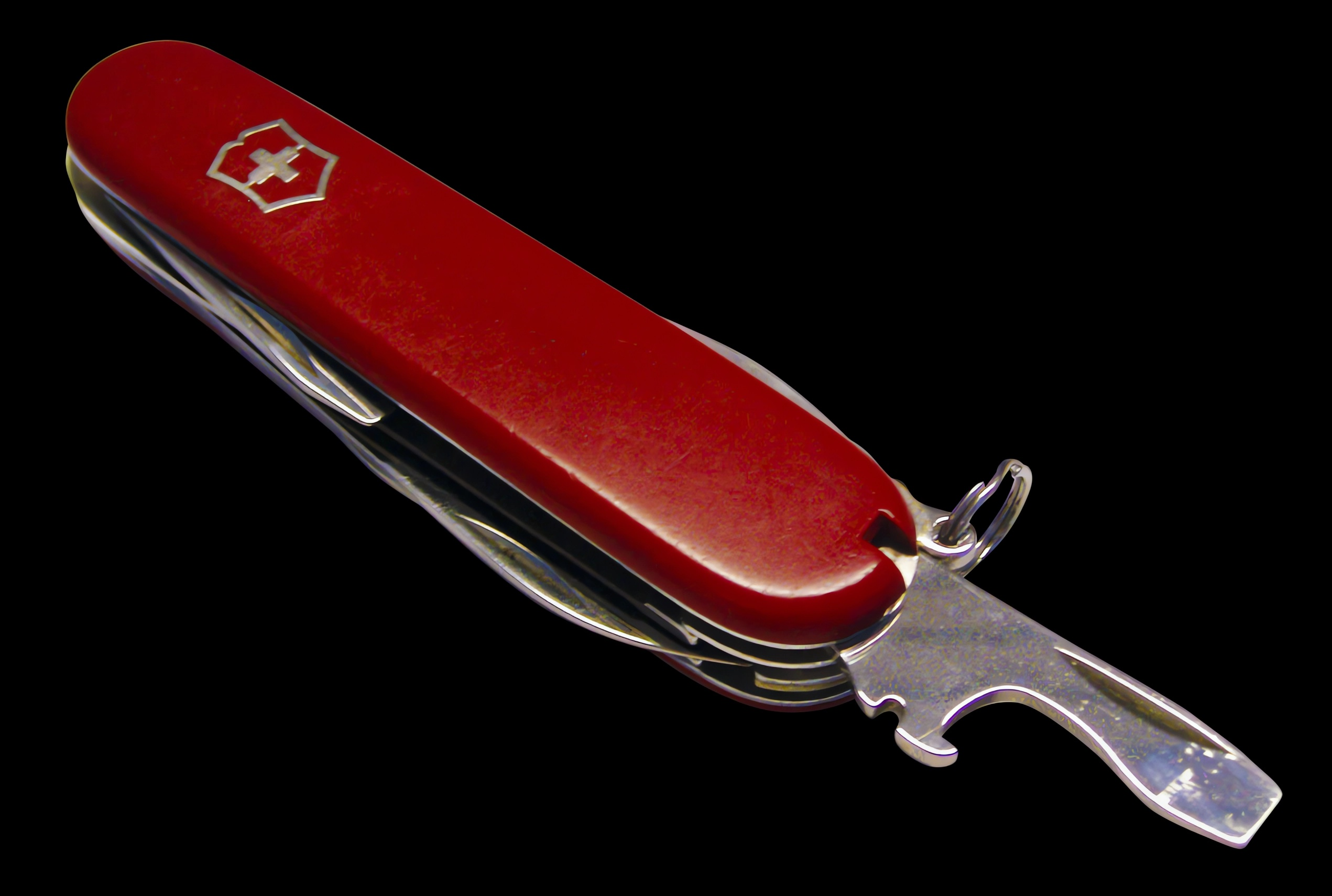
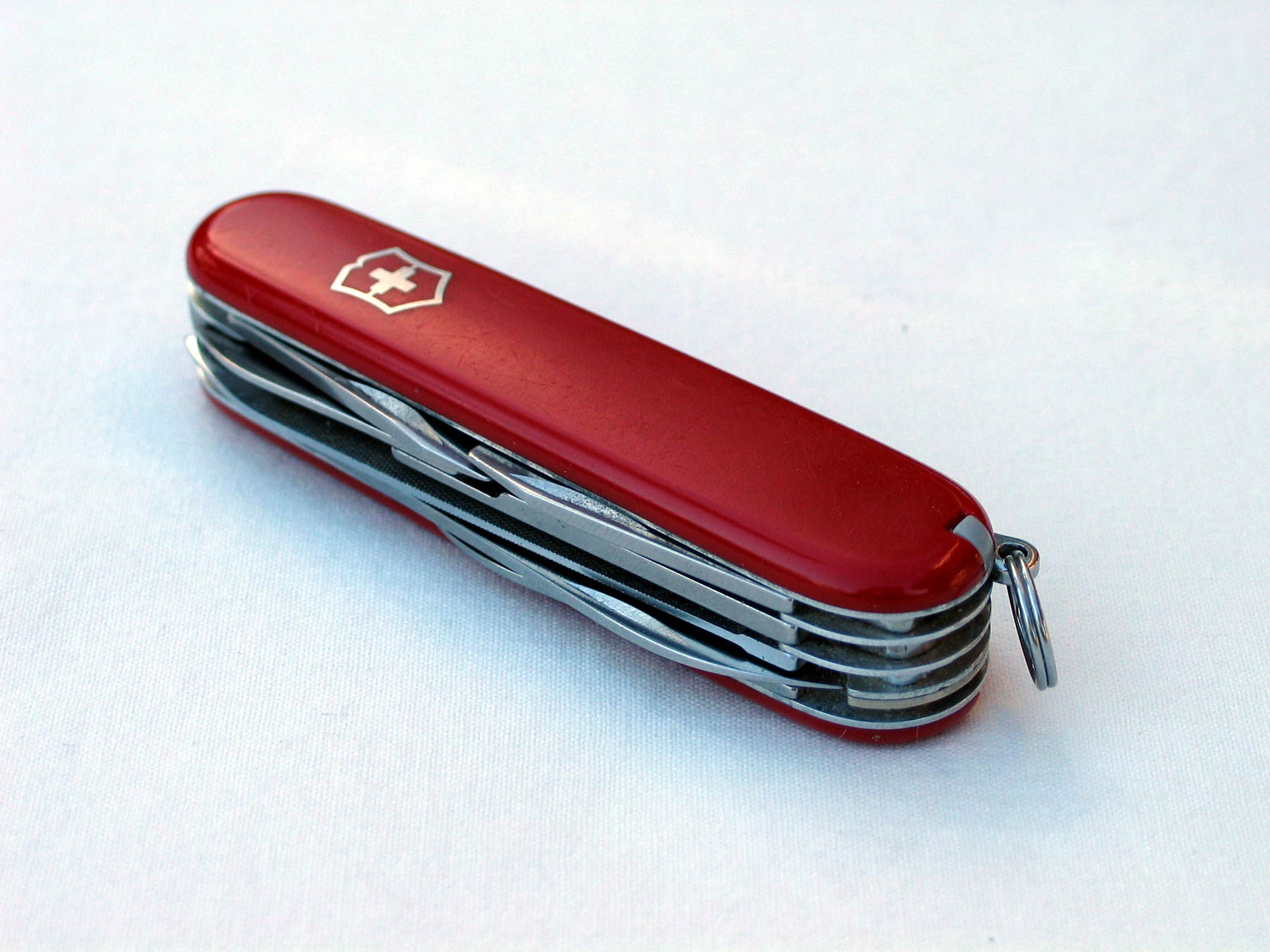
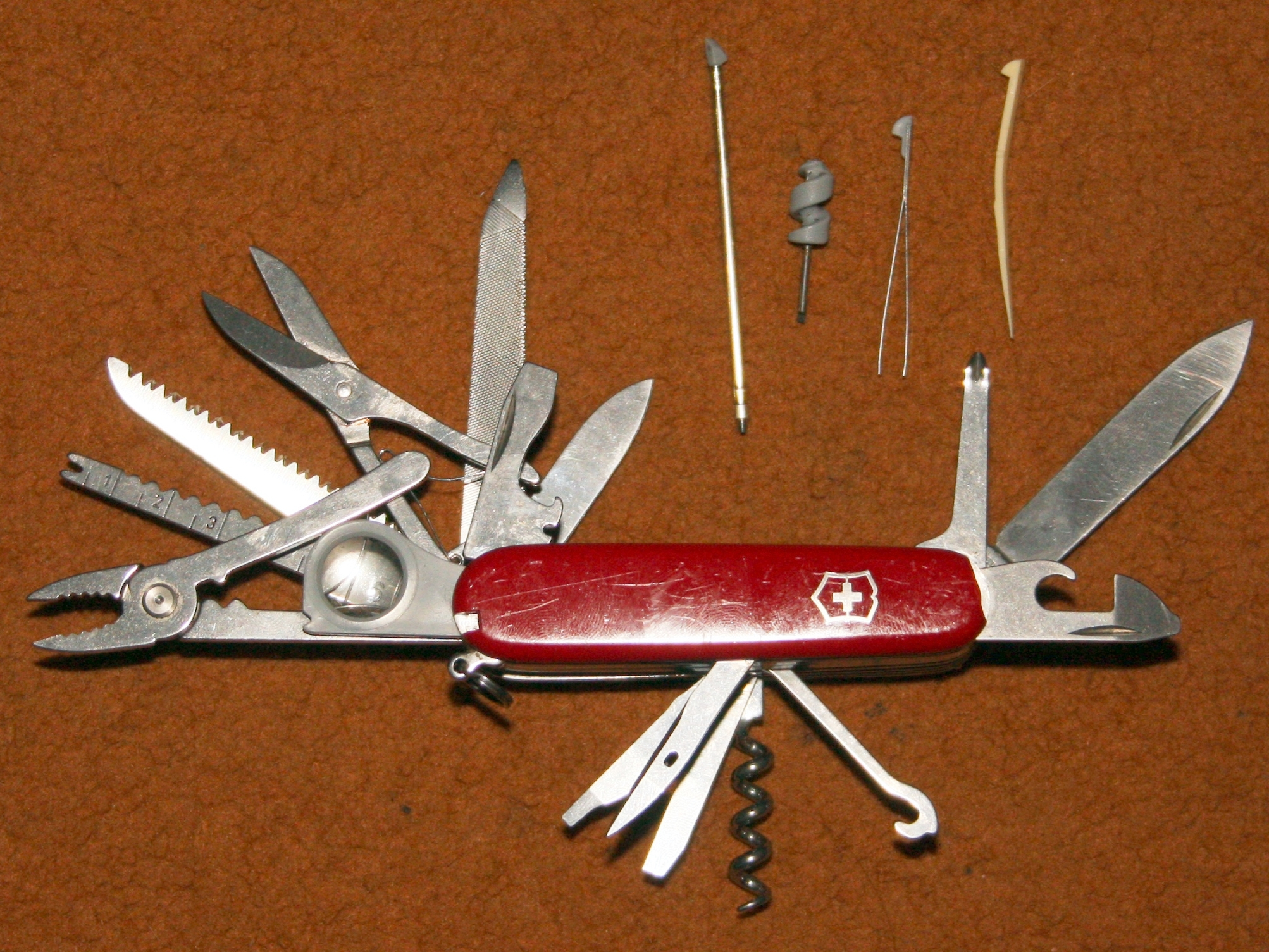

## 스위스 군용 제품

### 솔져 나이프 1961

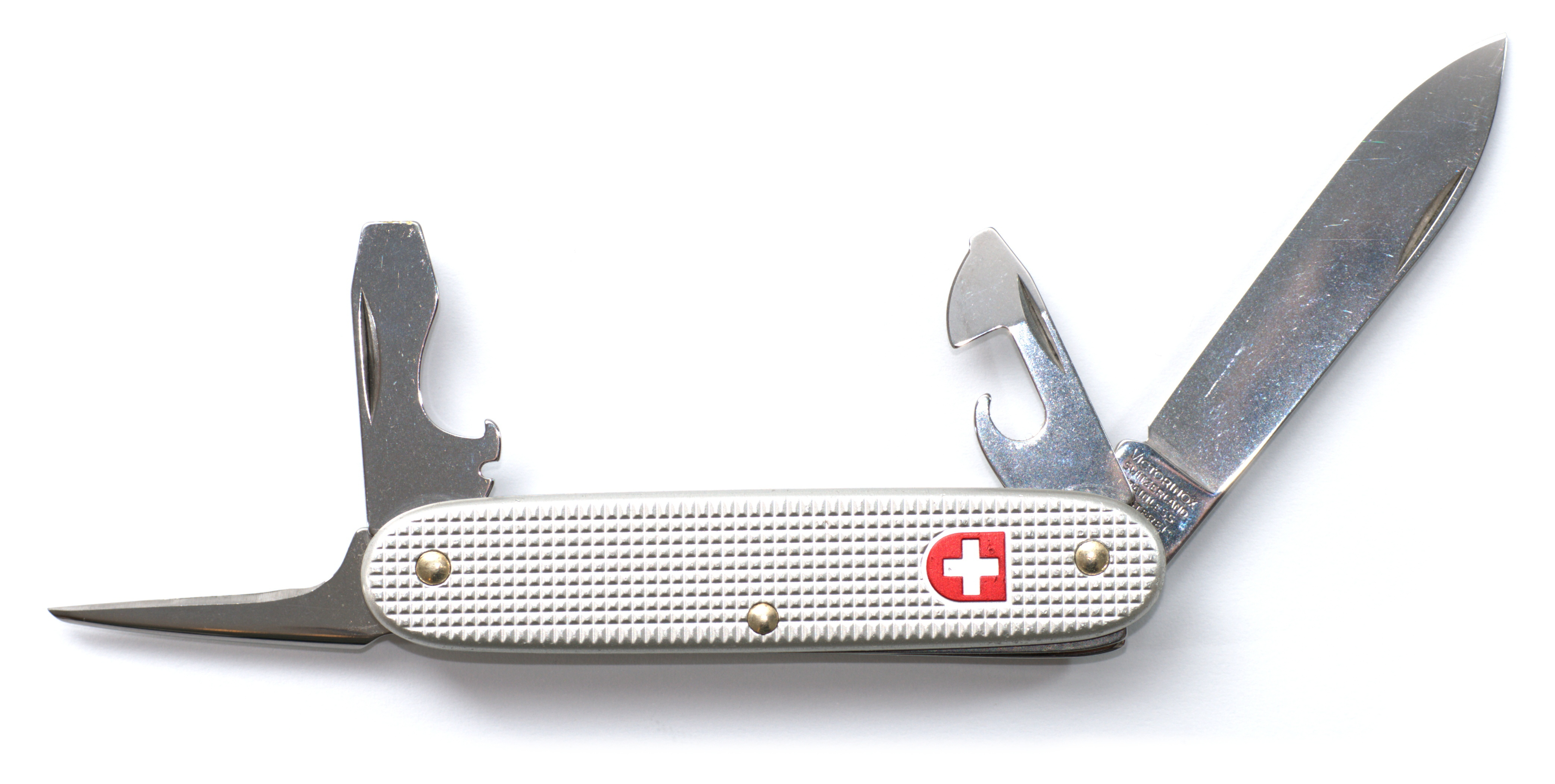
Modell 1961

1961년부터 2008년까지 스위스 군에서 사용한 모델로, 쇠로 된 손잡이가 이전 1890년 모델과 다른 큰 차이다. 주로 스위스의 빅토리녹스사와 벵거(웽거)사가 생산하였다. 제조사와 제조 시기에 따라 모양에 약간의 차이가 있으며, 손잡이 표면에 스위스의 국장이 인쇄되어 있다.
길이는 93mm로 1890년 모델과 같으며, 칼, 일자 드라이버, 깡통따개, 송곳의 기본 구성 역시 1890년 모델과 동일하다.
스위스 군 이외에도 네덜란드 군 등에서도 사용하였다. 열쇠고리를 추가한 민수 제품은 ‘파이오니어’(영어: Pioneer)라는 제품명으로 빅토리녹스사에서 현재도 계속 판매하고 있다.

### 솔져 08

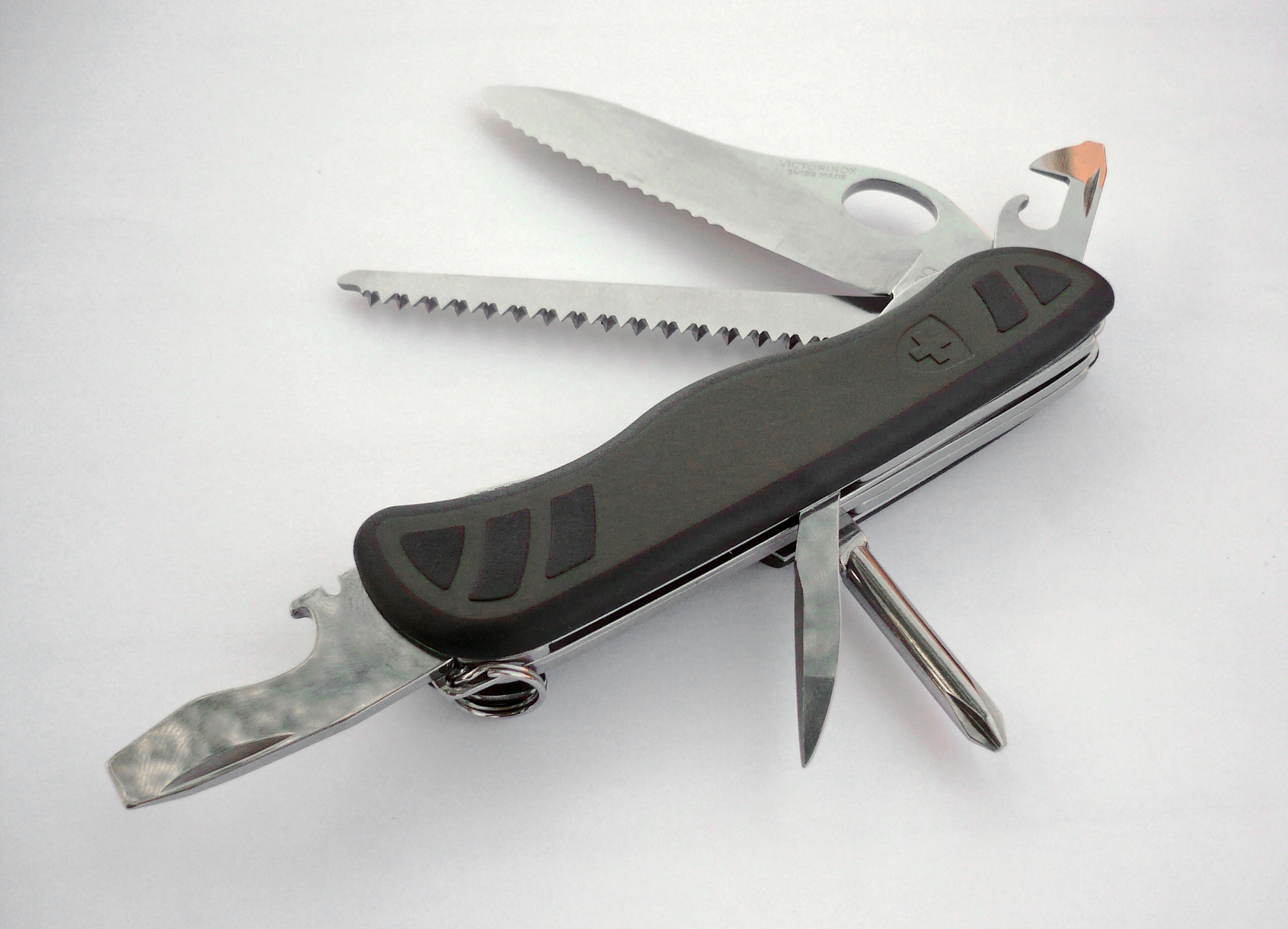
Soldatenmesser 08

08년부터 판매하고 현재 스위스군에서 사용하는 제품이다.

## 같이 보기
- 맥가이버 (미국 TV 드라마 시리즈)
- 리버와일드 (미국의 영화)
- 메스 (의학 도구)
- 검 (칼)
- 공동경비구역 JSA
- 빅토리녹스